# Deutsche National- und Naturparke
Deutsche National- und Naturparke, teilweise auch Deutsche National- und Naturparks genannt, ist eine Sonderpostwertzeichenserie der Bundesrepublik Deutschland. Sie erscheint seit 1996 in unregelmäßigen Abständen und weist auf die unterschiedlichen Nationalparks und Naturparks in Deutschland hin. Bis 2003 erschienen ausschließlich Blockausgaben. In den Jahren 2004, 2005 und 2011 wurden jedoch keine Blocks verausgabt. Die Serie wird von unterschiedlichen Künstlern gestaltet und hat unterschiedliche Portowerte.

## Liste der Ausgaben und Motive
Legende
- Bild: Eine bearbeitete Abbildung der genannten Marke. Das Verhältnis der Größe der Briefmarken zueinander ist in diesem Artikel annähernd maßstabsgerecht dargestellt. Sollten keine Marken abgebildet sein, liegt es daran, dass das Urheberrecht des Künstlers noch nicht erloschen ist.
- Beschreibung: Eine Kurzbeschreibung des Motivs und/oder des Ausgabegrundes. Bei ausgegebenen Serien oder Blocks werden die zusammengehörigen Beschreibungen mit einer Markierung versehen eingerückt.
- Wert: Der Frankaturwert der einzelnen Marke in der im Tabellenkopf genannten Währungseinheit. Ein „+“ bedeutet, dass es sich um eine Zuschlagsmarke handelt (= Frankaturwert + Spende).
- Ausgabedatum: Das Datum des erstmaligen Verkaufs dieser Briefmarke.
- Auflage: Soweit bekannt, wird hier die zum Verkauf angebotene Anzahl dieser Ausgabe angegeben.
- Entwurf: Soweit bekannt, wird hier angegeben, von wem der Entwurf dieser Marke stammt.
- Mi.-Nr.: Diese Briefmarke wird im Michel-Katalog unter der entsprechenden Nummer gelistet.

| Sondermarken (in DM) |                                                       |                  |                |           |                |          |
| Bild                 | Beschreibung                                          | Werte in Pfennig | Ausgabe- datum | Auflage   | Entwurf        | Mi.-Nr.  |
|                      | Vorpommersche Boddenlandschaft                        | 600              | 18. Juli 1996  | 7.965.000 | Silvia Runge   | Block 36 |
|                      | - Küste                                               | 100              | 18. Juli 1996  | 7.965.000 | Silvia Runge   | 1871     |
|                      | - Windwatt                                            | 200              | 18. Juli 1996  | 7.965.000 | Silvia Runge   | 1872     |
|                      | - Bodden                                              | 300              | 18. Juli 1996  | 7.965.000 | Silvia Runge   | 1873     |
|                      | Nationalpark Sächsische Schweiz                       | 110&220          | 16. Juli 1998  | 8.000.000 | Detlef Glinski | Block 44 |
|                      | - Landschaft im Elbsandsteingebirge                   | 110              | 16. Juli 1998  | 8.000.000 | Detlef Glinski | 1997     |
|                      | - Landschaft im Elbsandsteingebirge                   | 220              | 16. Juli 1998  | 8.000.000 | Detlef Glinski | 1998     |
|                      | Nationalpark Berchtesgaden                            | 110              | 4. Mai 1999    | 8.000.000 | Silvia Runge   | Block 47 |
|                      | - Nationalpark Berchtesgaden gleichzeitig Europamarke | 110              | 4. Mai 1999    | 8.000.000 | Silvia Runge   | 2046     |
|                      | Nationalpark Hainich                                  | 110              | 16. März 2000  | 8.000.000 | Joachim Rieß   | Block 52 |
|                      | - Nationalpark Hainich                                | 110              | 16. März 2000  | 8.000.000 | Joachim Rieß   | 2105     |

| Sondermarken (in Euro) |                                                                                           |                   |                |                                  |                     |            |
| Bild                   | Beschreibung                                                                              | Werte in Eurocent | Ausgabe- datum | Auflage                          | Entwurf             | Mi.-Nr.    |
|                        | Nationalpark Hochharz                                                                     | 56                | 4. Juli 2002   | 7.000.000                        | Detlef Glinski      | Block 59   |
|                        | - Nationalpark Hochharz                                                                   | 56                | 4. Juli 2002   | 7.000.000                        | Detlef Glinski      | 2268       |
|                        | Nationalpark Unteres Odertal                                                              | 55                | 12. Juni 2003  | 7.000.000                        | Detlef Glinski      | Block 62   |
|                        | - Nationalpark Unteres Odertal                                                            | 55                | 12. Juni 2003  | 7.000.000                        | Detlef Glinski      | 2343       |
|                        | Wattenmeer Wattenfläche mit Priel                                                         | 55                | 3. Juni 2004   | 28.500.000                       | Barbara Dimanski    | 2407       |
|                        | Nationalpark Bayerischer Wald ein mit Moos überwachsener Felsbrocken                      | 55                | 7. April 2005  | 15.000.000 davon 125.000 auf ETB | Johannes Graf       | 2452       |
|                        | Nationalpark Eifel stilisierte Eifellandschaft mit vereinfachten Tier- und Pflanzenformen | 220               | 4. Juni 2009   | 3.100.000 davon 85.000 auf ETB   | Greta Gröttrup      | 2737       |
|                        | Nationalpark Kellerwald-Edersee illustrative Darstellung der Wald- und Seelandschaft      | 145               | 3. Januar 2011 | 6.920.000 davon 67.500 auf ETB   | Julia Warbanow      | 2841       |
|                        | Nationalpark Kellerwald-Edersee selbstklebend aus Folienblatt                             | 145               | 7. April 2011  | 134.979.000                      | Julia Warbanow      | 2863 FB 17 |
|                        | Nationalpark Jasmund                                                                      | 55                | 2. Januar 2012 | 6.430.000 davon 60.200 auf ETB   | Dieter Ziegenfeuter | 2900       |
|                        | Nationalpark Jasmund selbstklebend aus Folienblatt                                        | 55                | 2. Januar 2012 | 200.000.000                      | Dieter Ziegenfeuter | 2908 FB 18 |